# Karl Seethaler
Karl Seethaler (* 31. August 1898 in Pratsch, Österreich-Ungarn; † 5. April 1963 in Long Beach, Kalifornien) war ein österreichisch-US-amerikanischer Künstler und Kunstvermittler.

## Biografie

### Kindheit und Ausbildung
Seethalers Vater war Heinrich Seethaler, seine Mutter Theresia Seethaler.
Nach dem Tod seiner Eltern kam der damals 6-Jährige zu seiner Tante. Ein katholischer Priester erkannte und förderte die künstlerischen Begabung des Kindes. Er sorgte auch dafür, dass Karl Seethaler in Brünn, danach in Wien und Budapest studieren konnte. Während des Ersten Weltkriegs wurde Seethaler zur Kriegsmarine versetzt.

### Leben in den USA
1923 reiste der ausgebildete Ingenieur Seethaler in die Vereinigten Staaten. Dort angekommen faste er den Entschluss, sich zu dauerhaft dort niederzulassen. Er heiratete 1930 Sara Louise Ratner in Pasadena bei Los Angeles.

In Kalifornien gründete er in Long Beach 1945 das Long Beach Museum of Art und die dazugehörige Kunstakademie. Er wurde zum Leiter dieser Institution, die nach eigenen Angaben in den ersten zehn Jahren ihres Bestehens von 2.000 Schülern besucht wurde.
Seethaler arbeitete als Maler bevorzugt in Öl. Als Motive bevorzugte er Landschaften. Zahlreichen seiner Bilder lagen religiöse Themen zu Grunde; dieser Werkteil ist der Abstrakten Malerei zuzurechnen. Auch als Bildhauer war Seethaler aktiv, er schuf zahlreiche Skulpturen aus Holz. 
Einer Rezension in der Frankfurter Allgemeinen Zeitung zufolge schuf Seethaler noch 1956 Werke des „Wiener Jugendstils auf der Stufe von 1900“. Der Autor urteilte zu einer Ausstellung in den Räumen der Innenbaukunst von Karl Stürtz: „Was man hier sieht, ist Artistik auf dem Drahtseil einer Welt, in der Erschütterung Gestalt sucht, sie aber vor lauter Perfektion im Technischen nicht mehr findet. Heraus kommt nicht mehr als Arabesken einer eleganten Welt.“
Seethaler lebte ab 1958 in Los Angeles, wo er auch begraben ist.